# 2037 Bomber
Bomber 2037 (en español: Bombardero 2037) fue una propuesta efímera de la Fuerza Aérea de los Estados Unidos de 1999 para modernizar y extender la vida útil de la flota de bombarderos estadounidenses y aplazar la introducción de una "capacidad" de reemplazo (un bombardero estratégico o alguna futura plataforma equivalente) hasta 2037. El plan fue criticado por legisladores y funcionarios del Pentágono, algunos de los cuales creían que la flota existente estaba en peligro de volverse obsoleta y sobrecargada.
En medio de esta controversia, los funcionarios de la Fuerza Aérea revisaron este plan en 2001 para presentar un cronograma acelerado para un nuevo bombardero. En consecuencia, el programa Next-Generation Bomber se inició con el objetivo de introducir un bombardero en 2018, pero se canceló en 2009. Este programa se reinició como el bombardero de ataque de largo alcance que resultó en el Northrop Grumman B-21 Raider, que actualmente se espera que entre en servicio en 2026-2027.

## Historia

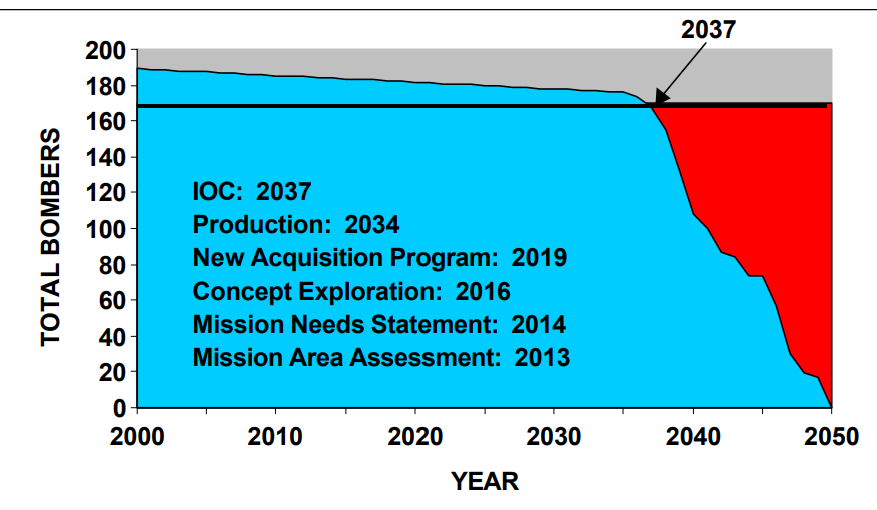
Proyección de bombarderos de largo alcance de 1999 de la USAF

Con el fin de la producción del  B-2 Spirit a principios de 1990, la Fuerza Aérea de Estados Unidos se quedó con un hueco en su desarrollo bombardero. Sería necesario un nuevo bombardero en el marco de 2037 al momento de sustituir-retirar el B-52 y B-1 Lancer, según la hoja de ruta del bombardero de la Fuerza Aérea, lanzado en 1999. En su Revisión de la Postura Nuclear entregada en diciembre de 2001, el Departamento de Defensa afirmó que la Fuerza Aérea tenía como objetivo introducir su próximo bombardero en la década de 2040. No fue sino hasta la Revisión Cuatrienal de Defensa de 2006 que el Departamento de Defensa formalizó su intención de adelantar el proyecto casi dos décadas.
Luego, la Fuerza Aérea comenzó el programa Next-Generation Bomber (Bombardero de próxima generación), pero se suspendió en 2009. El trabajo se reanudó bajo el programa Long Range Strike Bomber (Bombardero de ataque de largo alcance, LRSB), que concluyó con la elección del modelo el B-21 Raider.
Persisten los debates dentro de las filas de la Fuerza Aérea sobre el bombardero 2037 y el futuro del ataque de largo alcance. El interés de la Fuerza Aérea, o la falta de él, en un bombardero sucesor del LRSB no se ha divulgado públicamente. En 2007, la analista de la industria de defensa Rebecca Grant llamó al bombardero una "bestia mítica" y lamentó la continua fijación de la Fuerza Aérea con él.